# Lacombe Lucien
Lacombe Lucien és una pel·lícula francesa de 1974 dirigida per Louis Malle. La història tracta sobre un jove francès a la França de la Segona Guerra Mundial que esdevé confident dels nazis. L'aclamat film del director francès va ser nominat a l'Oscar a la millor pel·lícula de parla no anglesa de la gala de 1974, trofeu que es va emportar finalment Amarcord, de Federico Fellini.

## Argument
A la França de 1944, sota l'ocupació de les tropes nazis, el jove camperol Lucien Lacombe viu en un poble de la regió rural d'Òlt amb la seva mare. El seu pare, presoner de guerra, està empresonat a Alemanya.
L'enèrgic jove sembla avorrir-se, es dirigeix un dia al seu vell professor d'escola -que combina el seu ofici amb una activa participació amb la resistència- per tal d'unir-se al grup clandestí de lluita contra els nazis. Això no obstant el professor, en un gest protector, rebutja l'oferta ja que el considera massa jove per la perillosa tasca.
Tornant amb bicicleta al poble, Lucien per atzar va a parar en una mansió on nazis i col·laboracionistes es troben reunits i festejant el capvespre. El jove és primerament detingut pels policies i lliurat seguidament als cabdills locals, els quals hàbilment l'interroguen i el conviden a beure fins que, en un clima distès i amistós, el jove acaba delatant el professor de l'escola. Comença així una fortuïta col·laboració amb les forces d'ocupació que es consolidarà ràpidament fins que el jove esdevé un auxiliar de la Gestapo.
És mitjançant els nazis, que li suggereixen canviar la seva humil i usada roba de pagès per un elegant vestit propi del seu nou càrrec, que Lucien coneix France, la filla del sastre jueu encarregat de fer-li el vestit. Lucien s'enamora de seguida de la jove jueva, que acabarà seduint malgrat les seves reticències inicials. Al capdavall, ella veu en el jove col·laboracionista una garantia de seguretat per a ella i tota la seva família jueva. Aquesta protecció dura fins que la cada cop més activa i contundent resistència de l'any 1944 comet un atemptat en el qual són assassinats els principals líders col·laboracionistes locals. La Gestapo decideix aleshores posar fi a la privilegiada situació de la família del sastre, que ha de ser deportada a un camp de concentració. Aquest canvi de situació és inacceptable per a Lucien, que es nega a separar-se de la jove jueva i en el darrer moment mata a trets els soldats nazis quan venen a emportar-se-la. Ell, la noia i la seva minyona s'escapen amb cotxe i s'amaguen al bosc, on sobreviuen fins a la capitulació nazi, que no triga gaire a arribar.
En la postdata final de la pel·lícula es llegeix que en acabar la guerra Lucien és detingut per la resistència i sentenciat a mort per traïdor.

## Repartiment
- Pierre Blaise: Lucien Lacombe
- Aurore Clément: France Horn
- Holger Löwenadler: Albert Horn
- Jean Rougerie: Tonin
- Therese Giehse: Bella Horn
- Stéphane Bouy: Jean-Bernard de Voisin
- Loumi Iacobesco: Betty Beaulieu
- René Bouloc: Stéphane Faure
- Jacqueline Staup: Lucienne
- Gilberte Rivet: la mare de Lucien
- Ave Ninchi: la patrona de l'hotel
- Pierre Saintons: Hippolyte, el milicià negre
- Pierre Decazes: Henri Aubert

## Premis
- Premi Prix Mèliès el 1974.
- Premi BAFTA al millor film.

## Nominacions
- Oscar a la millor pel·lícula de parla no anglesa